# Urogale everetti
Urogale everetti – gatunek ssaka z rodziny tupajowatych.

## Średnie wymiary
- Długość ciała - 17-20 cm
- Długość ogona - 11-17 cm

## Występowanie
Występuje w lasach górskich i równikowych na filipińskiej wyspie Mindanao. Jest gatunkiem endemicznym.

## Tryb życia
Specyficznie wydłużony i okrągły w przekroju pyszczek oraz porośnięty jednakowej długości włosami ogon to specyficzne cechy tego gatunku. U. everetti ma brązową sierść na grzbiecie i bokach ciała oraz pomarańczowy lub żółty brzuch. Jest zwierzęciem dziennym. Potrafi się znakomicie wspinać, ale również dość szybko biegać po ziemi. Żywi się owadami, jaszczurkami, młodymi ptakami, ptasimi jajami i owocami.

## Rozmnażanie
Przypuszcza się, że gniazdo U. everetti znajduje się na ziemi lub skałach. Biologię tego gatunku zbadano u zwierząt trzymanych w niewoli. Po ciąży trwającej od 54 do 64 dni samica rodzi 1 lub 2 młode.